# Uniwersytet Koloński
Uniwersytet Koloński, Uniwersytet w Kolonii (niem. Universität zu Köln) – uniwersytet w Kolonii, jeden z najstarszych w Europie i największych w Niemczech. Jest członkiem założycielem Stowarzyszenia Europejskich Szkół Zarządzania.

## Historia

### 1388–1798
Uniwersytet Koloński założony został w 1388 r. jako czwarty uniwersytet na terenach Świętego Cesarstwa Rzymskiego, po Uniwersytecie Karola w Pradze (1348), Uniwersytecie Wiedeńskim (1365) i Uniwersytecie w Heidelbergu (1386). Statut podpisany został przez papieża Urbana VI. Pierwsze zajęcia odbyły się 6 stycznia 1389 roku.
W 1798 r. uczelnia została zamknięta przez Francuzów, którzy zdobyli Kolonię w 1794 roku, ponieważ profesorowie, chcąc zachować niezależność, odmówili złożenia przysięgi na wierność Republice Francuskiej. Ostatni rektor (Ferdinand Franz Wallraf) zdołał ukryć i przechować Wielką Pieczęć uniwersytetu.

### Od 1919 r.
W 1919 r. ówczesny rząd pruski udzielił poparcia dla decyzji rady miejskiej Kolonii o ponownym otwarciu uniwersytetu. 19 maja 1919 Konrad Adenauer jako burmistrz zatwierdził statut nowo powołanej uczelni. W tym czasie uniwersytet składał się z wydziału nauk ekonomicznych i społecznych (który zajął miejsce wcześniejszej Wyższej Szkoły Handlowej oraz Wyższej Szkoły Administracji Komunalnej i Społecznej) oraz wydziału medycyny (będącego następcą miejscowej Akademii Medycyny Praktycznej). W 1920 r. dodano Wydział Prawa i Wydział Nauk Humanistycznych, z których części w 1955 r. uformowano Wydział Matematyki i Nauk Przyrodniczych.
W 1980 r. dołączono dwa kolońskie oddziały Nadreńskiej Wyższej Szkoły Pedagogicznej, jako Wydziały Pedagogiki i Pedagogiki Specjalnej.
Uniwersytet prowadzi w rankingach szkół ekonomicznych oraz jest zaliczany do ścisłej czołówki w dziedzinie prawa.

## Sławni absolwenci i profesorowie

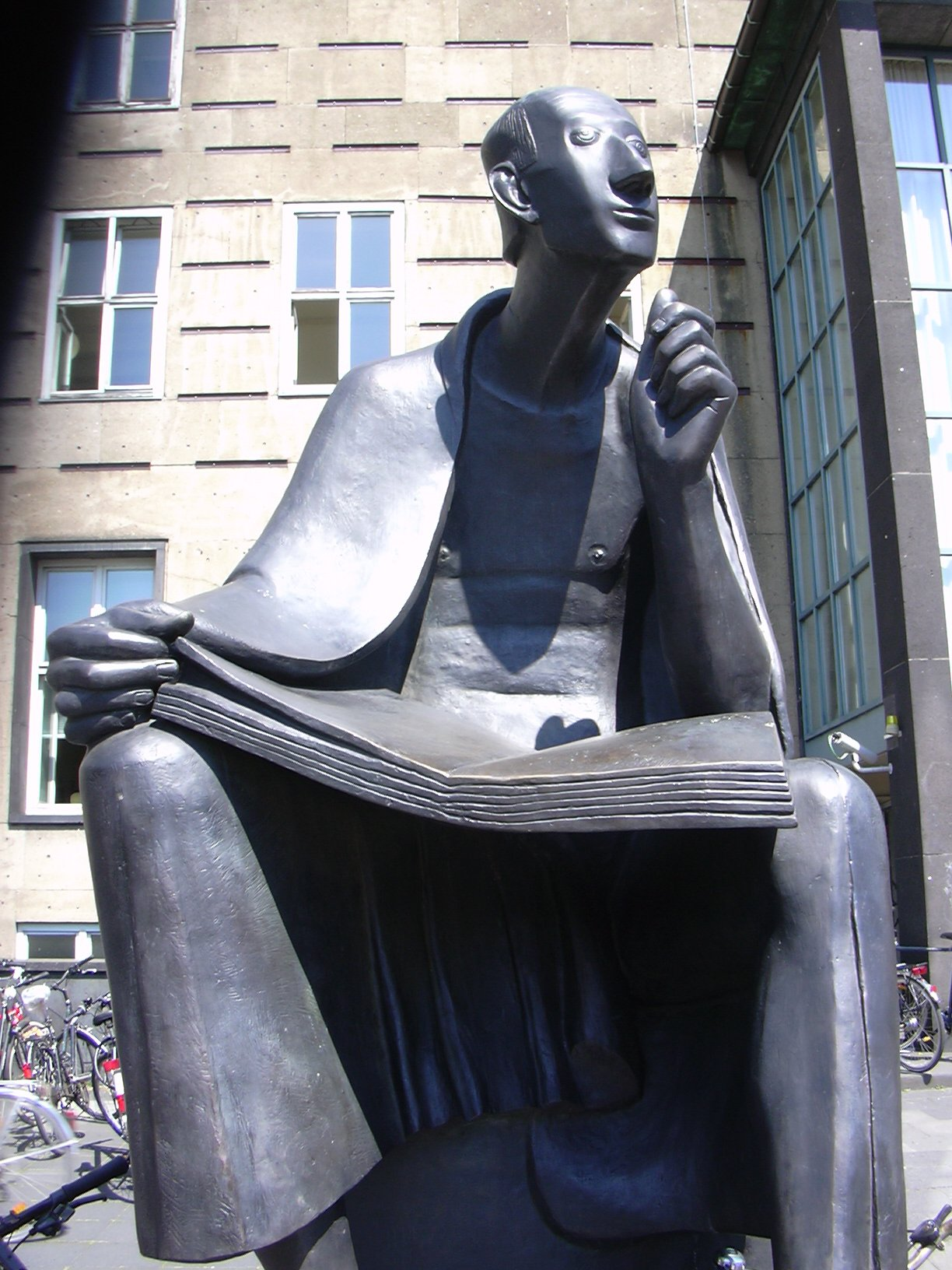
Albert Wielki – pomnik przed głównym gmachem

Przez wieki uczeni z Kolonii byli wybitnymi specjalistami w uprawianych przez siebie dziedzinach, począwszy od Alberta Wielkiego i jego ucznia Tomasza z Akwinu (obaj z XIII wieku). Do znanych absolwentów z XX wieku można zaliczyć Kurta Aldera (Nagroda Nobla z chemii 1950), Petera Grünberga (Nagroda Nobla z fizyki 2007), Heinricha Bölla (Nagroda Nobla z literatury 1972), Karla Carstensa (prezydent Niemiec 1979–1984), Gustava Heinemanna (prezydent Niemiec 1969–1974), Karolosa Papuliasa (prezydent Grecji 2005–2015) i Ericha Gutenberga („ojciec” niemieckiej szkoły biznesu).